# トナーズ・パブ
トナーズ・パブ(Toner's Pub、もしくはJames Toner's Pub)は、アイルランドのダブリンのバゴット・ストリートにある伝統的なアイリッシュ パブである。元のライセンスをアンドリュー・ロジャースが購入した1818年からこの場所でパブが営業しており、1921年にジェームス・トナーの所有になってからはトナーズとして知られている。
このパブはドイル・エアラン(アイルランド下院)や政府の建物に近いため、政治家やメディア関係者が頻繁に訪れることで知られている。
トナーズ・パブ は、ドヒニー&ネスビット(Doheny & Nesbitt)やメリオン・ホテル(Merrion Hotel) /レストラン・パトリック・ギルボー( Restaurant Patrick Guilbaud)などの有名なパブや飲食店のすぐ近くのロウアー・バゴットストリートにある。
クイン家はパブを所有しており、近隣にはウォータールー、ハディントン・ロードのザ・ 51バー、ランズダウン・ホテルなどのパブがある。
このパブは、セルジオ・レオーネ監督の『夕陽のギャングたち』(Duck, You Sucker!)のバーにまつわるの回想シーンの撮影場所として使用された。

## ギャラリー

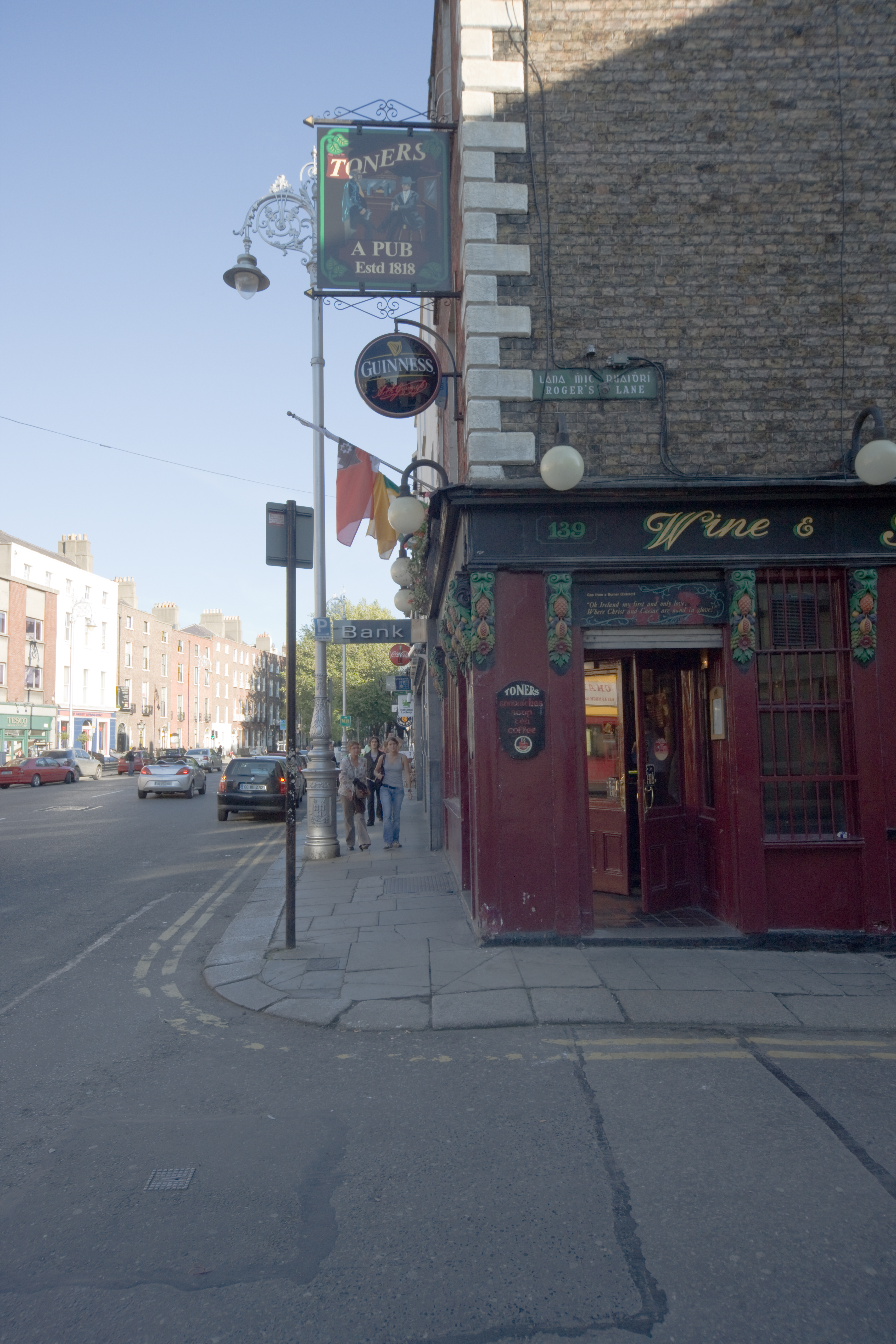
Baggot Street と Toner's Pub の眺め、2008 年 9 月
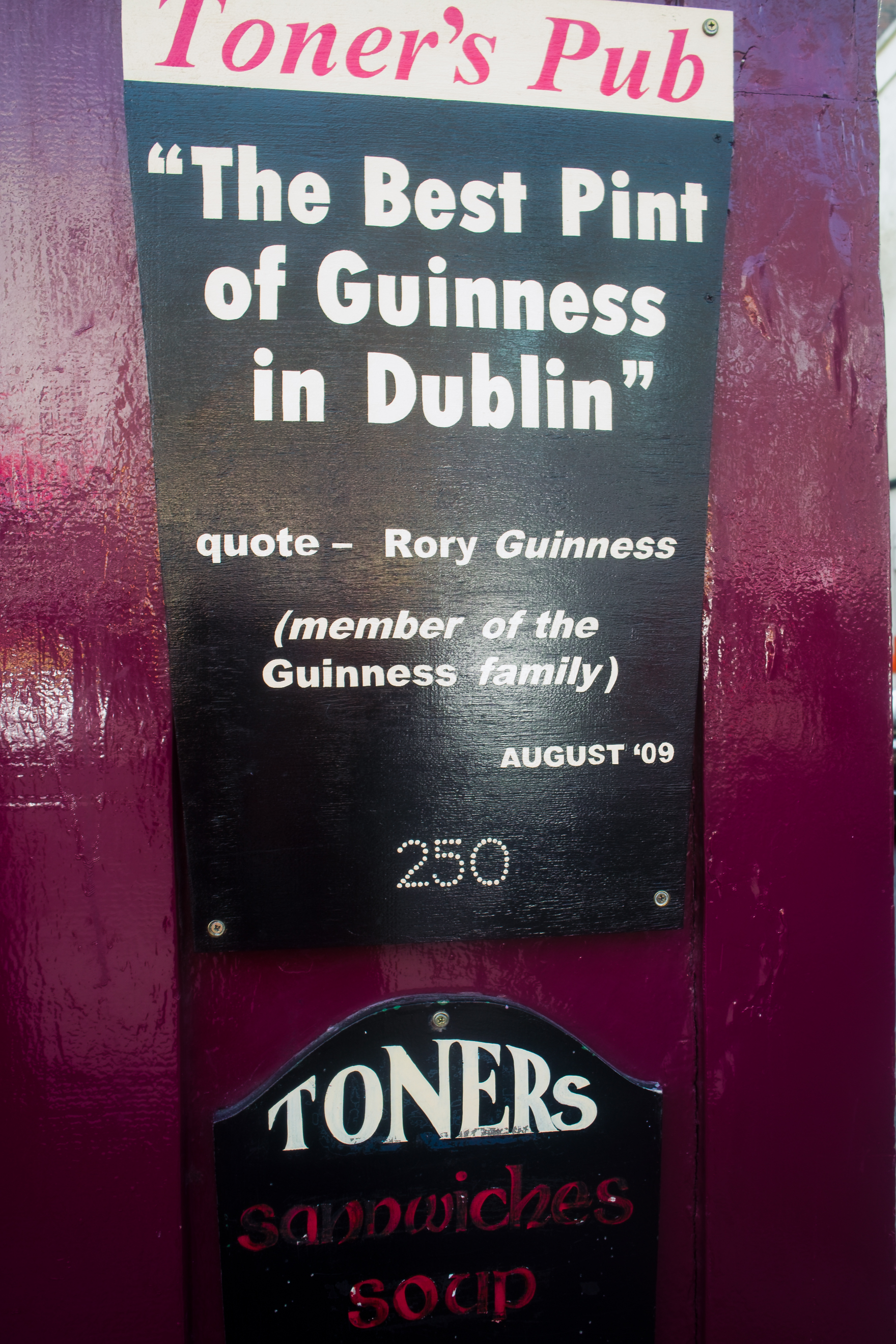
2010 年にトナーズ パブの外壁に貼られた看板
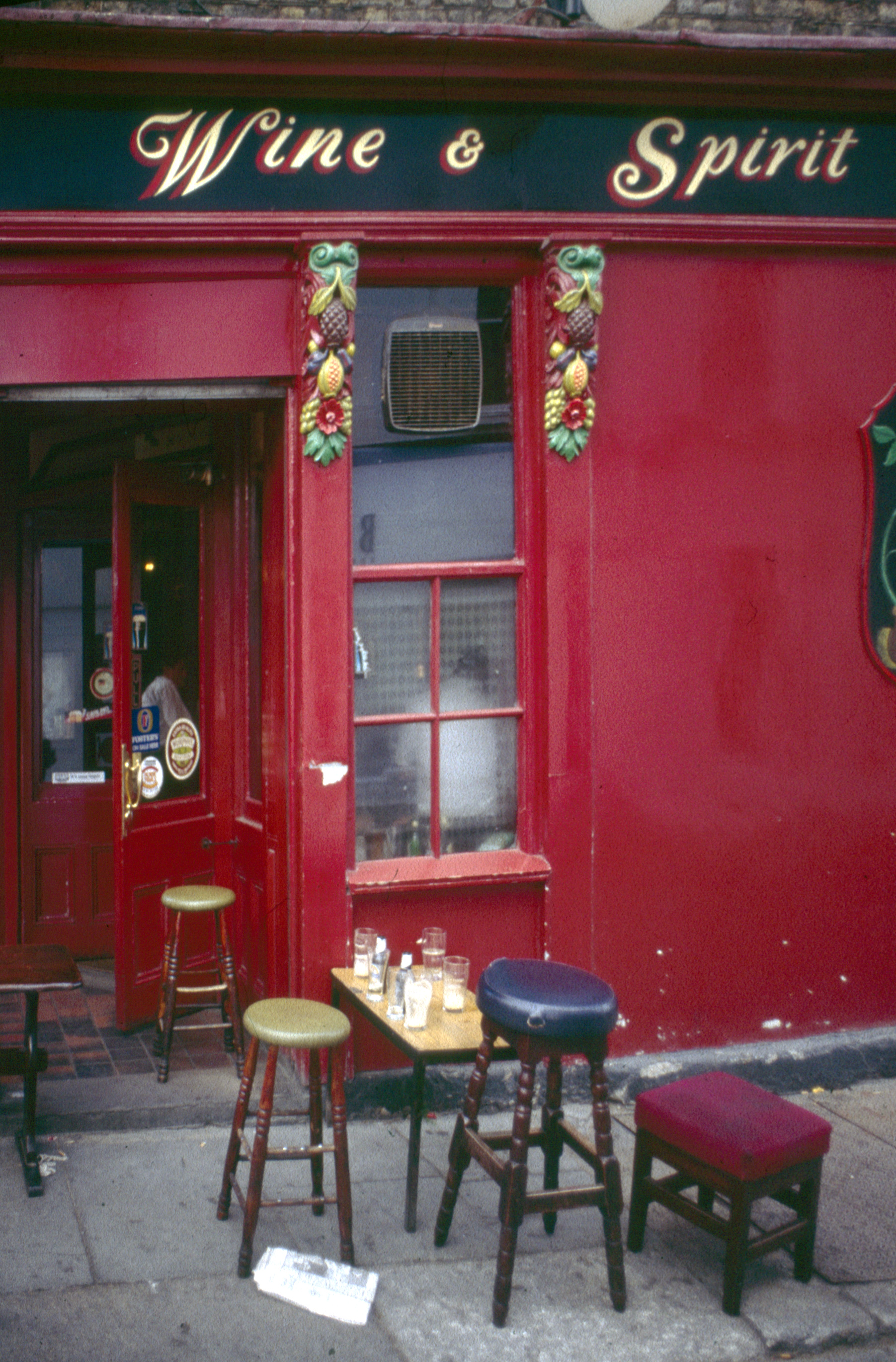
1989年のトナーズ
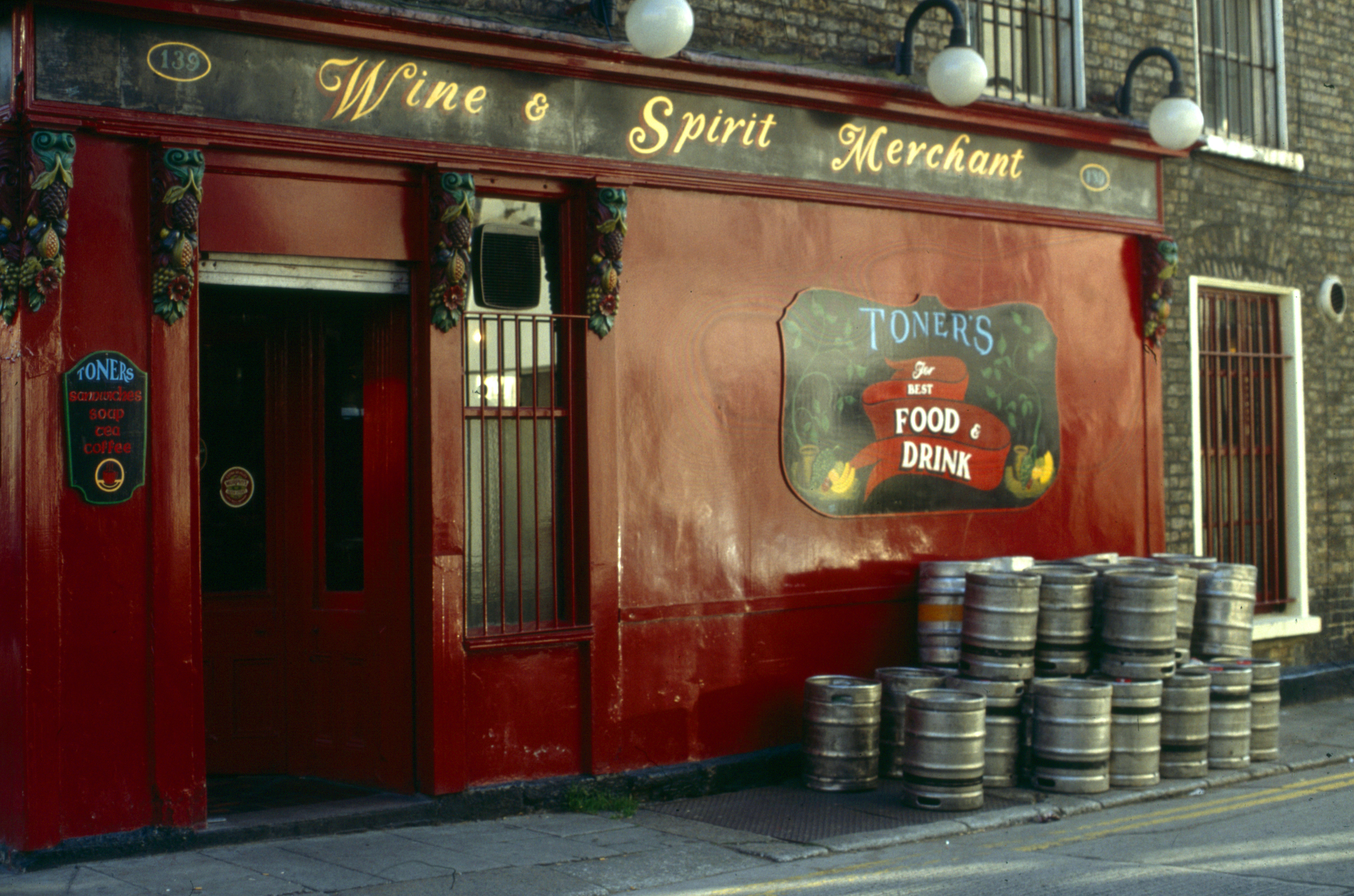
1993 年、トナーズ パブの外にある樽